# جام جهانی فوتبال زنان ۲۰۰۷

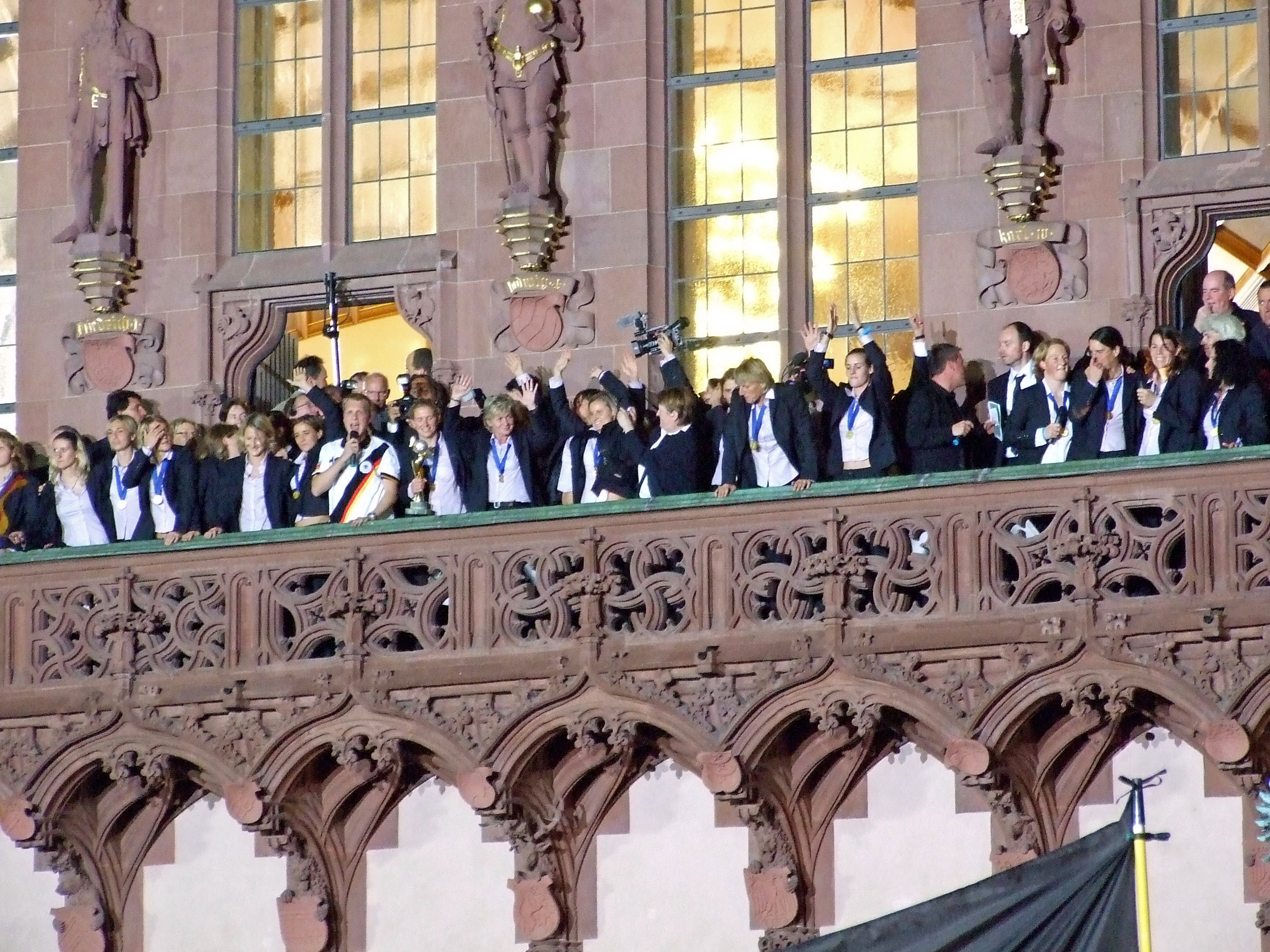
تیم ملی فوتبال زنان آلمان در ضیافتی پس از قهرمانی

جام جهانی فوتبال زنان ۲۰۰۷ چهارمین دورهٔ جام جهانی فوتبال زنان است که در کشور چین برگزار شد.
این دوره دومین بار بود که جام جهانی زنان در چین میزبانی شد.
در این بازیها آلمان، برزیل، و آمریکا بترتیب اول، دوم، و سوم شدند.